# Abto Software
Abto Software — це українська IT-компанія з офісом у Львові, заснована 2007 року випускниками факультету прикладної математики та інформатики Львівського національного університету. В компанії працюють 200 людей.
Компанія є членом спільноти Lviv IT Cluster.

## Історія
Abto Software була заснована 2007 року математиками О. Музичуком, С. Літинським та С. Івановим. Музичук, закінчивши програму «Математика для промисловості» в Ейндховенському технічному університеті, повернувся до України, де заснував компанію з моделювання й розробки ПЗ.

## Продукти
2009 року було запущено невеликий відділ ПЗ. Піонер продукту VOIP SIP SDK був випущений через деякий час. Це налаштовуваний SDK, який дозволяє інтегрувати функцію набору та прийому телефонних дзвінків на основі SIP у будь-якому програмному застосуванні. Тепер продукт використовується понад 500 клієнтами на всіх континентах.
Сьогодні на ринку доступний цілий ряд додатків, створених цим підрозділом: Abto Analytics, аналітика вебсайтів з картами тепла; Bot або Not, інструмент перевірки облікових записів Twitter; MyBabySim, дитячий симулятор.

### Лабораторія у Львівському університеті
У 2019 році компанія відкрила власну лабораторію машинного навчання і комп'ютерного зору на прикладної математики та інформатики Львівського національного університету імені Івана Франка. Наразі в Лабораторії встановлено 13 комплектів ПК, проектор, екран. Компанія проводить лекції та воркшопи зі згаданих вище напрямів для студентів.